# Stallbron

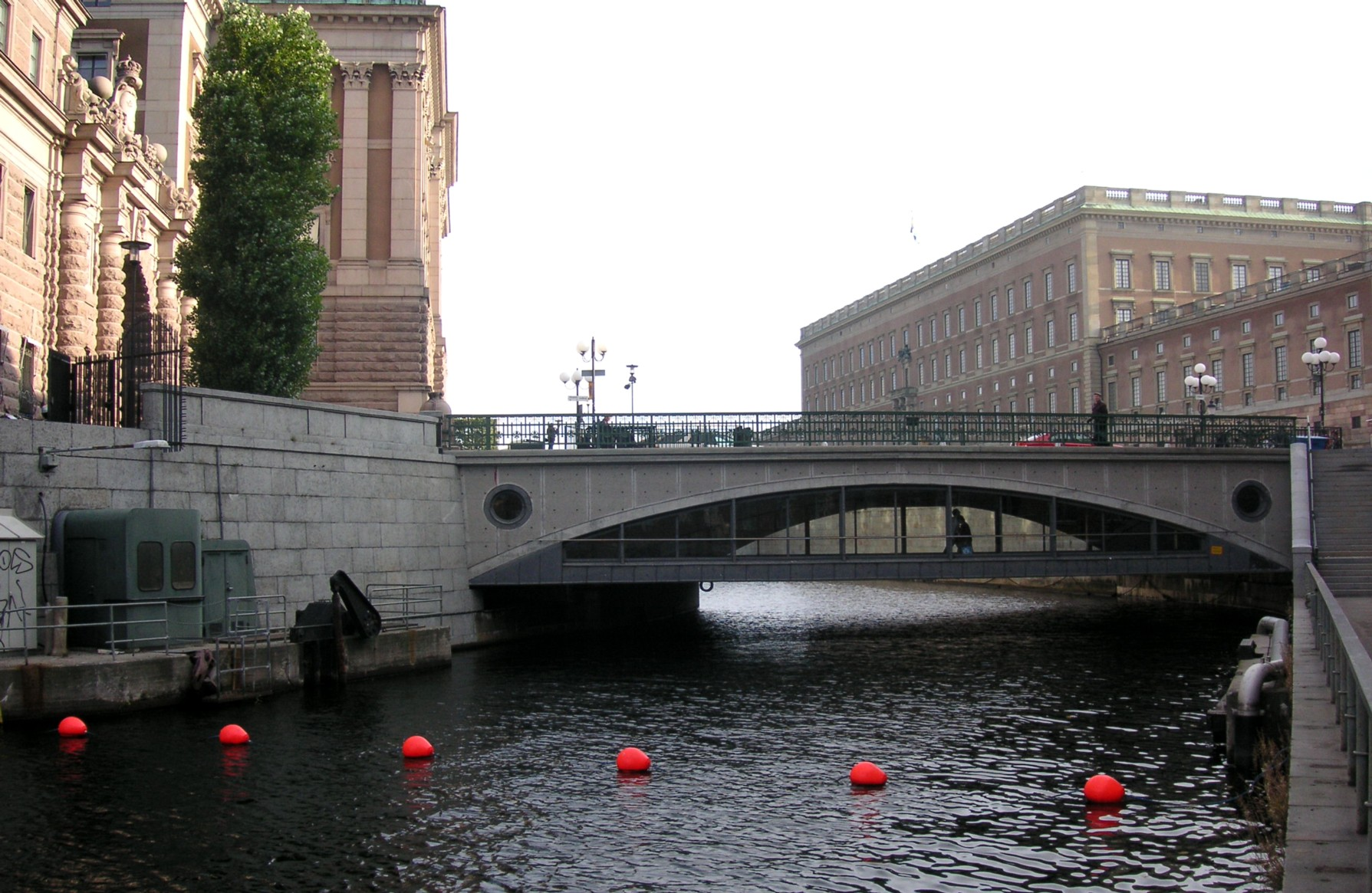
Stallbron över Stallkanalen.

Stallbron är en bro över Stallkanalen mellan Stadsholmen och Helgeandsholmen i Gamla stan i Stockholm. 

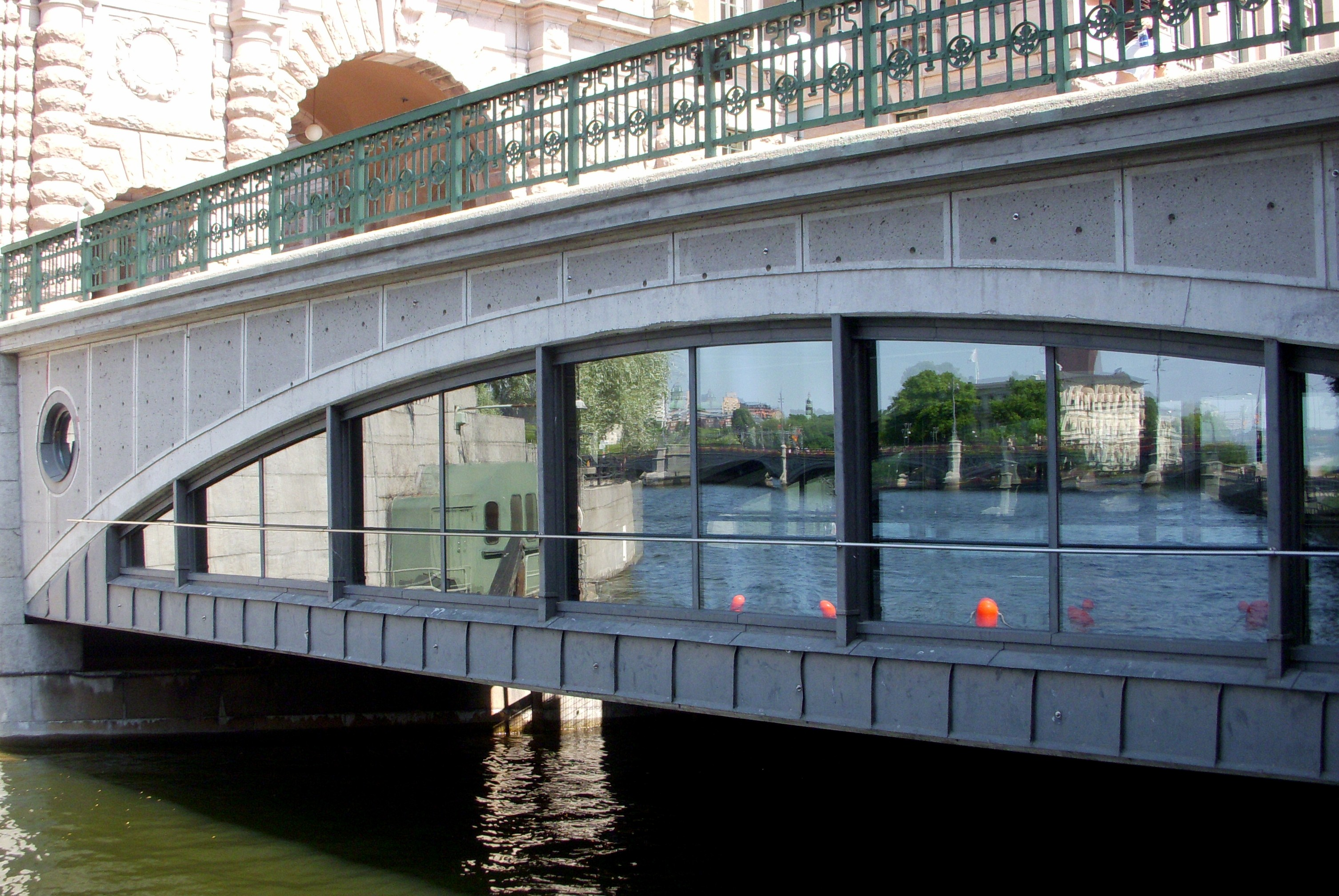
Stallbron med Rännarbanan.

Troligtvis är detta Stockholms äldsta broställe; den gamla Norrbro gick från Västerlånggatans mynning över Helgeandsholmen till sydvästra hörnet av Gustav Adolfs torg. Broarna kallades gemensamt Norrbro.
Den nuvarande bron invigdes den 4 november 1904. Den är cirka 20 meter lång och tillverkades på Keillers mekaniska verkstad (senare Götaverken). Namnet har funnits sedan 1879 och kommer av det tidigare hovstallet på Helgeandsholmen. Bron byggdes om och breddades i samband med om- och tillbyggnaden av Riksdagshuset 1980–1983. Då tillkom en avskärmad gångbana bredvid bron, kallad Rännarbanan, ritad av AOS Arkitekter. Denna passage är bara öppen för riksdagens ledamöter, som kan ta sig mellan Ledamotshuset på Gamla stans sida och plenisalsbyggnaden på Helgeandsholmen.
Fram till och med 1979 var biltrafik tillåten men sedan dess är Riksbron, Stallbron och Riksgatan samt de däremellan anslutande gatorna utformade som gågator. Vid Stallbron står ett av Riksäpplena utfört i röd granit och formgivet av riksdagshusets arkitekt Aron Johansson.